# یواس‌اس وکوندا (اس‌پی-۲۳۸)
یواس‌اس وکوندا (اس‌پی-۲۳۸) (به انگلیسی: USS Wacondah (SP-238)) یک کشتی با طول ۱۷۷ اینچ بود. این کشتی در سال ۱۹۰۱ توسط ایالات متحده آمریکا ساخته شد.